# Lycianthes parasitica
Lycianthes parasitica là loài thực vật có hoa trong họ Cà. Loài này được (Blume) Bitter mô tả khoa học đầu tiên năm 1919.